# 貝塚市立津田小学校
貝塚市立津田小学校（かいづかしりつ つだしょうがっこう）は、大阪府貝塚市津田南町にある公立小学校。貝塚市最北端の小学校である。

## 沿革
- 1937年11月 - 貝塚東尋常小学校（現在の貝塚市立東小学校）津田分教場として開校
- 1941年4月 - 国民学校令により、貝塚東国民学校津田分教場へ改称
- 1943年2月 - 児童数増加などにより、町議会で単独国民学校設置を可決
- 1943年4月 - 貝塚津田国民学校として独立
- 1943年5月 - 市制施行により、貝塚市津田国民学校へ改称
- 1947年4月 - 学制改革により、貝塚市立津田小学校へ改称
- 1947年10月 - 校舎4教室を増築
- 1951年 - 校舎を増築

## 通学区域
- 貝塚市[1]
  - 津田北町、津田南町、堀一丁目（一部）、堀二丁目、堀三丁目（一部）、港（一部北小校区もあり

## 主な進学先
- 貝塚市立第二中学校[1]

## 校区内の主な施設
- 市立津田幼稚園
- 市立津田認定こども園
- 市立貝塚病院
- 堀郵便局

## 交通アクセス
- 南海本線・水間鉄道水間線 貝塚駅下車